# Lion-Maru
 (novembre 2023).
Si vous disposez d'ouvrages ou d'articles de référence ou si vous connaissez des sites web de qualité traitant du thème abordé ici, merci de compléter l'article en donnant les références utiles à sa vérifiabilité et en les liant à la section « Notes et références ».
Fuun Lion-Maru
Lion-Maru (快傑ライオン丸, Kaiketsu Raionmaru, littéralement Lion-Maru le prompt) est une série télévisée japonaise du genre henshin en 54 épisodes produite en 1972.

## Synopsis
Dans le Japon du XVIe siècle, trois orphelins ninjas nommé « Shishimaru », « Saori » et « Kosuke » mènent une vie errante, tout en protégeant leur pays des menaces d'Akuma Gosun. Grâce à son katana magique nommé « Kinsachi », Shishimaru peut si nécessaire se métamorphoser en Lion-Maru, un super-guerrier affublé d'une tête de lion blanc.

## Personnages

### Héros
- Shishimaru (獅子丸, Shishimaru?) / Lion-Maru (ライオン丸, Rionmaru?) : Guerrier. Il se transforme grâce à la formule « Ô vent ! Ô lumière ! Art ninja : Léontomorphose ! » (「風よ！光よ！忍法：獅子変化ん！」, « Kaze yo! Hikari yo! Ninpō: Shishi-Hengen! »?)
- Saori (沙織, Saori?) : Une agile combattante.
- Kosuke (小助, Kosuke?) : Un jeune garçon pouvant appeler le tenma Hikarimaru.

### Gosun
- Gôsan (豪山, Gōsan?) : L'antagoniste principal.
- Jônosuke Tora (虎 錠之介, Tora Jōnosuke?) / Tiger Joe (タイガージョー, Taigā Jō?) (épisodes 27-30, 36-41, 42-51) : Guerrier recruté par Gosun. Il se transforme grâce à la formule « ! » (「！」, « ! »?)

## Épisodes
1. 魔王の使者オロチ (Maō no shisha orochi?)
2. 倒せ！！怪人ヤマワロ童子 (Taose!! Kaijin yamawaro dōji?)
3. 魔の森 わくらんば (Ma no mori : wa kuran ba?)
4. ムササビアン 爆破作戦！！ (Musasabian : bakuha sakusen!!?)
5. 地獄から来た死神オボ (Jigoku kara ki ta shinigami obo?)
6. 人食い花フラワンダー (Jin gui hana furawandā?)
7. 呪われた金山 ギンザメ (Noroware ta kanayama : ginzame?)
8. 分身魔王デボノバと怪人イワゲバ (Bunshin maō debonoba to kaijin iwageba?)
9. 死を呼ぶ吸血怪人ゾンビー (Shi o yobu kyūketsu kaijin zonbī?)
10. 死の水 ドクイモリ (Shi no mizu : doku imori?)
11. 地獄の狼カマキリアン！ (Jigoku no ōkami kamakiri an!?)
12. 怪人ギロジー 海の落し穴 (Kaijin girojī : umi no otoshiana?)
13. 怪人ウミカブロと人食い怪魚 (Kaijin umikaburo to hito gui kai gyo?)
14. さすらいの怪人ネズガンダ (Sasurai no kaijin nezuganda?)
15. エレサンダー 地獄谷の決闘 (Eresandā : jigogudani no kettō?)
16. 忍びよる魔の手 メレオンガ (Shinobi yoru ma no te mereonga?)
17. 怪人ジェロモ 悪魔のノロシ (Kaijin jeromo akuma no noro shi?)
18. 怪人ムイオドロ 恵山の叫び！ (Kaijin muiodoro : esan no sakebi!?)
19. 子連れ怪人 夕陽の対決！ (Kozure kaijin : yūhi no taiketsu!?)
20. 殺しの追跡者クマオロジ (Goroshi no tsuiseki sha kumaoroji?)
21. ハンニャラス 母恋い子守唄 (Hannyarasu : haha koi komori uta?)
22. 盗まれた笛 怪人キバギラー (Nusumare ta fue : kaijin kibagirā?)
23. 蛇と蝎の怪人ダカツ (Hebi to sasori no kaijin dakatsu?)
24. ライオン飛行斬り対怪人トビムサシ (Raion hikō kiri tai kaijin tobi musashi?)
25. 影狩り怪人モスガイガー (Kage kari kaijin mosugaigā?)
26. 最後の守備隊長クワルギルビ (Saigo no shubi taichō kuwarugirubi?)
27. 大魔王ゴースン怒る！ (Dai maō Gōsun okoru!?)
28. Tiger Joe, l'escrimeur maléfique (悪の剣士タイガージョー, Aku no kenshi Taigā Jō?)
29. 影三つ 怪人ドクロンガ (Kage mittsu : kaijin dokuronga?)
30. 怪人マツバラバ 一本松の謎 (Kaijin matsuba raba : ipponmatsu no nazo?)
31. 怨みの魔剣 オロチジュニア (Urami no ma ken : orochijunia?)
32. ガマウルフ 覚え書の秘密 (Gamaurufu : oboe sho no himitsu?)
33. 非情の盗賊 ガメマダラ (Hijō no tōzoku : gamemadara?)
34. 殺しのメロディ 怪人パンダラン (Goroshi no merodi : kaijin panda ran?)
35. 血に笑う怪人アリサゼン (Chi ni warau kaijin arisazen?)
36. 折れた槍 怪人ハチガラガ (Ore ta yari : kaijin hachigaraga?)
37. 狙われた男 怪人トドカズラ (Neraware ta otoko : kaijin todokazura?)
38. Le secret de Gosun :  (ゴースンの秘密 怪人タツドロド, Gōsun no himitsu : kaijin tatsudorodo?)
39. 怪人キチク 悪の念佛 (Kaijin kichiku : aku no nen hotoke?)
40. 大魔王ゴースン 再び怒る！ (Dai maō Gōsun : futatabi okoru!?)
41. 大魔王ゴースン あの胸を狙え！ (Dai maō Gōsun : ano mune o nerae!?)
42. 殺しの流れ者 キルゴッド (Goroshi no nagare sha : kirugoddo?)
43. 裏切りの峠 怪人ギララ (Uragiri no tōge : kaijin girara?)
44. くの一の涙 怪人メガンダ (Kunoichi no namida : kaijin meganda?)
45. 抜け忍けもの道 怪人ハンザキ (Nuke nin ke mo no michi : kaijin hanzaki?)
46. 暗闇の琵琶法師 怪人ノイザー (kurayami no biwa hōshi : kaijin no izā?)
47. 地獄の棺桶 怪人ジェンマ (Jigoku no kanoke : kaijin jenma?)
48. 傷だらけの殺し屋 怪人マフィアン (Kizu darake no koroshi ya : kaijin mafian?)
49. 恐るべき屠殺人 怪人ジャムラ (Osoreru beki tosatsu jin : kaijin ja mura?)
50. ライオン丸を吊るせ！！怪人ジュウカク (Raionmaru o tsuruse!! kaijin jūkaku?)
51. 最後の八人衆 怪人アブター (Saigo no hachi nin shū : kaijin abutā?)
52. 早射ち六連発 怪人ゴンラッド (Haya uchi roku renpatsu : kaijin gonraddo?)
53. 悲しきタイガージョーの最期！ (Kanashiki Taigā Jō no saigo!?)
54. ライオン丸 最後の死闘 (Raionmaru : saigo no shitō?)

## Distribution
- Tetsuya Ushio : Shishimaru / Lion-Maru
- Akiko Kujō : Saori
- Norihiko Umechi : Kosuke
- Kiyoshi Kobayashi : Akuma Gosun (voix)
- Kōji Tonohiro : Tora Jōnosuke [épisodes 27-30, 36-41]
- Yoshitaka Fukushima : Tora Jōnosuke [épisodes 42-51]
- Daisaku Shinohara : Narrateur